# Alexandre Boukhelifa
Alexandre Boukhelifa (né le 23 novembre 1987) est un athlète handisport français, spécialiste du sprint.

## Records
Il est recordman de France du 60 m handisport catégories t37 en 8 s 14.